# Castel Goffredo
Castel Goffredo es una localidad y comune italiana de la provincia de Mantua, región de Lombardía, con 11.350 habitantes.

## Evolución demográfica
| Gráfica de evolución demográfica de Castel Goffredo entre 1861 y 2001 |
|                                                                       |
| Fuente ISTAT - elaboración gráfica de Wikipedia                       |

## Monumentos y lugares de interés
- Palacio Gonzaga-Acerbi

## Personajes famosos
- Luigi Alessandro Gonzaga (1494-1549), señor de Castel Goffredo, Castiglione y Solferino
- Giuseppe Acerbi (1773-1846), fue un explorador, naturalista, arqueólogo, diplomático

## Enlaces externos

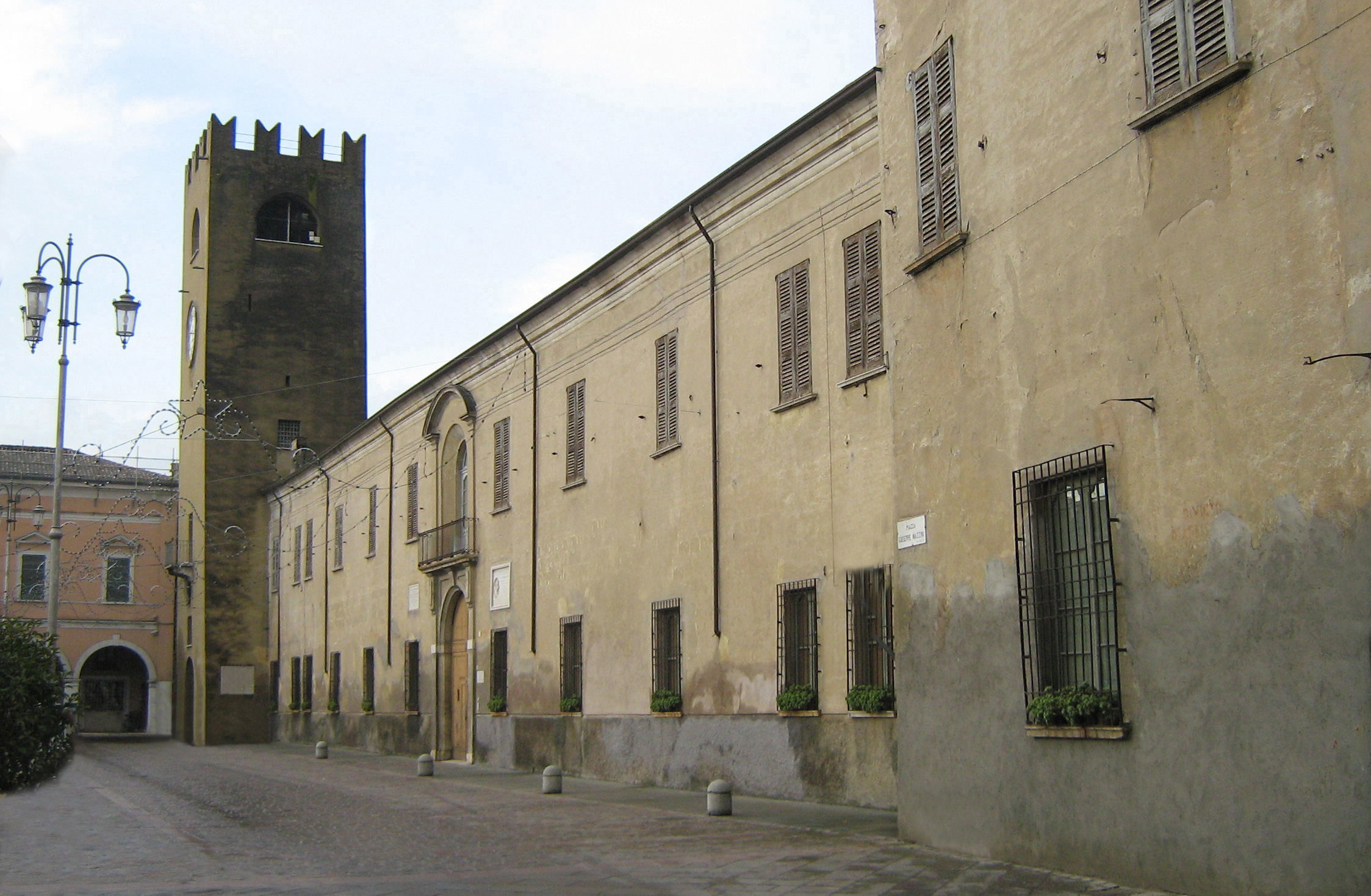
Palacio Gonzaga-Acerbi.

## Gastronomía
- Tortello amaro di Castel Goffredo